# République khmère aux Jeux olympiques d'été de 1972
Le Cambodge, alors concourant sous le nom de République khmère, a participé aux Jeux olympiques d'été de 1972 à Munich. 
Pour sa troisième participation, sa délégation comprenait 8 athlètes et 7 officiels.
Il n'a remporté aucune médaille.

## Athlètes engagés

### Athlétisme
Aucun des 4 athlètes engagés n’a dépassé le premier tour des qualifications.
| Athlète     | Épreuve                | Critère de qualification                     | Série | Rang dans la série | Performance | Performance dernier qualifié | Classement performance / Nombre de participants |
| ----------- | ---------------------- | -------------------------------------------- | ----- | ------------------ | ----------- | ---------------------------- | ----------------------------------------------- |
| Samphon Mao | 100 mètres hommes      | 3 premiers des 12 séries + 4 meilleurs temps | 1re   | 7e/8               | 10 s 95     | 10 s 72                      | 70e / 90                                        |
| Samphon Mao | 200 mètres hommes      | 4 premiers des 9 séries + 4 meilleurs temps  | 3e    | non partant        | non partant | non partant                  | non partant                                     |
| Savin Chem  | 400 mètres hommes      | 4 premiers des 9 séries + 4 meilleurs temps  | 9e    | 7e/7               | 48 s 82     | 46 s 76                      | 55e / 68                                        |
| Kheng Meas  | 100 mètres femmes      | 5 premières des 6 séries + 2 meilleurs temps | 4e    | 8e/8               | 12 s 72     | 11 s 68                      | 44e / 48                                        |
| Kheng Meas  | 200 mètres femmes      | 5 premières des 6 séries + 2 meilleurs temps | 3e    | 7e/7               | 25 s 86     | 25 s 09                      | 34e / 42                                        |
| Sitta Sin   | Saut en hauteur hommes | 2,15 m                                       | 2e    | 14e/21             | 1,90 m      | 2,15 m                       | 36e / 43                                        |

### Boxe
Si un des deux boxeurs engagés a pu passer le premier tour, c’est parce qu’il avait été exempt. Concernant le second compétiteur, il ne se présenta pas sur le ring.
| Boxeur     | Catégorie             | Tour | Adversaire                  | Résultat       |        |
| ---------- | --------------------- | ---- | --------------------------- | -------------- | ------ |
| Khong Phar | Poids mouche (-51 kg) | 32e  | Gerd Schubert (RFA)         | Forfait        |        |
| Soth Sun   | Poids plume (-57 kg)  | 32e  | Exempt                      | Exempt         | Exempt |
| Soth Sun   | Poids plume (-57 kg)  | 16e  | Habibu Kinyogoli (Tanzanie) | Décision (0:5) |        |

### Natation
Aucun des 4 nageurs engagés n’a dépassé le premier tour des qualifications.
| Nageur                                            | Épreuve                              | Critère de qualification | Série | Rang dans la série | Temps         | Temps dernier qualifié | Classement temps / Nombre de participants |
| ------------------------------------------------- | ------------------------------------ | ------------------------ | ----- | ------------------ | ------------- | ---------------------- | ----------------------------------------- |
| Samnang Prak                                      | 100 mètres nage libre hommes         | 16 meilleurs temps       | 3e    | 6e/7               | 59 s 18       | 54 s 25                | 45e / 52                                  |
| Samnang Prak                                      | 200 mètres nage libre hommes         | 8 meilleurs temps        | 7e    | 6e/8               | 2 min 13 s 24 | 1 min 56 s 84          | 45e / 55                                  |
| Sarun Van                                         | 100 mètres dos hommes                | 16 meilleurs temps       | 1re   | 7e/7               | 1 min 7 s 26  | 1 min 1 s 07           | 37e / 43                                  |
| Sarun Van                                         | 200 mètres dos hommes                | 8 meilleurs temps        | 2e    | 5e/8               | 2 min 24 s 42 | 2 min 9 s 93           | 35e / 40                                  |
| Sokhon Yi                                         | 100 mètres brasse hommes             | 16 meilleurs temps       | 1re   | 5e/7               | 1 min 11 s 00 | 1 min 8 s 53           | 34e / 45                                  |
| Sokhon Yi                                         | 200 mètres brasse hommes             | 8 meilleurs temps        | 1re   | 5e/7               | 2 min 34 s 77 | 2 min 26 s 43          | 32e / 43                                  |
| Chhay Kheng Nhem                                  | 100 mètres papillon hommes           | 16 meilleurs temps       | 2e    | 7e/8               | 1 min 5 s 12  | 58 s 37                | 37e / 40                                  |
| Sarun Van Sokhon Yi Chhay Kheng Nhem Samnang Prak | Relais 4 × 100 mètres 4 nages hommes | 8 meilleurs temps        | 3e    | 6e/6               | 4 min 20 s 71 | 3 min 59 s 56          | 17e / 18                                  |

## Sources
- (en) Cet article est partiellement ou en totalité issu de l’article de Wikipédia en anglais intitulé « Cambodia at the 1972 Summer Olympics » (voir la liste des auteurs).
- (en) « 1972 Munich Volume 3 - Les competitions », sur LA84 Foundation (consulté le 3 janvier 2011)